# Gunnar Fant (ingenjör)
Carl Gunnar Michael Fant, född 8 oktober 1919, död 6 juni 2009, var en svensk lingvist, civilingenjör och professor vid KTH.
Fant fick internationell uppmärksamhet för sin forskning om talsyntes och om sambandet mellan talorganens artikulation och talets akustik. Fant var son till borgmästaren Gunnar Fant och kusin till George Fant och Kenne Fant.
Gunnar Fant tog civilingenjörsexamen i elektroteknik 1945. Hans examensarbete behandlade människoröstens akustik; bland annat mätte han upp formantvärden hos vokaler. Efter examen fortsatte han att arbeta med detta, först vid Ericsson, sedan vid Massachusetts Institute of Technology (MIT). Han skapade talkommunikationsinstitutionen, nuvarande Tal, musik och hörsel (TMH), vid KTH. Det var då en av mycket få i sitt slag i hela världen. Han var professor i talöverföring vid KTH åren 1966-1987 och därefter professor emeritus och aktiv på KTH fram till sin bortgång 2009.
Fants arbete ledde till en ny era av talsyntes med introduktionen av kraftfulla och konfigurerbara formantsyntetiserare. 1952 publicerade han, tillsammans med Roman Jakobson och Morris Halle, en bok där teorin om de fonetiska särdragen framlades för första gången. Detta lade grunden till källa–filter-modellen, en vida använd modell för hur fonem skapas i talorganet. Under 60-talet tävlade Gunnar Fants Orator Verbis Electris (OVE) mot Walter Lawrences Parametric Artificial Talker (PAT) i att skapa naturtrogen talsyntes.
Under senare år var Fant fortsatt verksam inom talsyntesområdet, med forskning framför allt på prosodi.
Fant mottog hedersdoktorstitlar från universitet i Grenoble (1978) och från Stockholms universitet (1988), och ett flertal andra utmärkelser, bland annat Margit Påhlsons pris (av Svenska akademien), IEEE James L. Flanagan Speech and Audio Processing Award och KTHs stora pris 1977. 1998 tilldelades han Ingenjörsvetenskapsakademiens stora guldmedalj "för den synnerligen betydelsefulla insatsen som nydanare inom talforskningens område, vilket har viktiga konsekvenser för utformning av moderna tele- och datorkommunikationssystem, för hjälpmedel för hörsel- och synskadade, för språkvetenskap, fonetik och röstterapi, m m ".
Fant var ledamot av Acoustical Society of America sedan 1953, ledamot av Kungliga Ingenjörsvetenskapsakademien sedan 1963, ledamot av Kungliga Vetenskapsakademien sedan 1979, ledamot av US National Academy of Engineering sedan 1986 samt ledamot av Danmarks vetenskapsakademi sedan 1989. Han är begravd på Djursholms begravningsplats.